# Franklyn Ajaye
Franklyn Ajaye (Nova Iorque, 13 de maio de 1949) é um ator e comediante norte-americano.
Franklyn lançou alguns álbuns de comédia: Franklyn Ajaye, Comedian (1973), I'm a Comedian, Seriously (1974), Don't Smoke Dope, Fry Your Hair (1977), Plaid Pants and Psychopaths (1986) e Vagabond Jazz & the Abstract Truth (2004), paticipando dos programas como: The Tonight Show Starring Johnny Carson e Saturday Night Live.
Como ator, participou de grandes produções de Hollywood, como Car Wash (1976), Smokey and the Bandit (1977), Convoy (1978), The Wrong Guys (1988), Queen of the Damned (2002), Bridesmaids (2011), entre outros.